# Oberwald (Darmstadt)
Der Oberwald ist ein Waldgebiet östlich von Darmstadt im südlichen Hessen. Er bildet den östlichen Teil des Stadtwalds, bedeckt eine Fläche von rund 20 Quadratkilometern und besteht überwiegend aus Buchenmischwald.

## Geografie
Der Oberwald bildet den südwestlichen Teil des Messeler Hügellands und gehört damit zu einem großen, weitgehend geschlossenen Waldgebiet, das die gesamte Fläche zwischen Darmstadt, Dieburg im Osten und Dreieich im Norden einnimmt. Begrenzt wird der Oberwald im Norden von der Silz, wo sich der Wald nördlich unter dem Namen Koberstadt fortsetzt. Die östliche Grenze des Oberwalds wird von der Darmstädter Stadtgrenze markiert, jenseits befinden sich hier die Wälder von Messel, Groß-Zimmern und Roßdorf. Die Südgrenze bildet der Verkehrskorridor Darmstadt–Roßdorf mit der Hanauer Straße (Bundesstraße 26), der Aschaffenburger Straße und der Bahnstrecke Darmstadt Ost–Groß-Zimmern. Südlich davon schließt sich das Waldgebiet Bessunger Forst an. Nach Westen bildet der Waldrand die Grenze des Oberwalds und liegt am Oberfeld, dem Komponistenviertel, Kranichstein und der Feldflur von Arheilgen.
Seinen Namen erhielt der Oberwald, da er topografisch oberhalb der Stadt Darmstadt liegt, für die er ein bedeutendes Naherholungsgebiet darstellt. In städtischem Besitz befindet sich der Teil südlich der Dieburger Straße zwischen Oberfeld im Westen, Scheftheimer Wiese im Süden und der Stadtgrenze im Osten. Die Höhenlage reicht von etwa 150 Metern im Norden an der Silz bis etwa 220 Metern im Süden am Übergang zum Bessunger Forst. Das Gelände ist hügelig, jedoch ohne markante Erhebungen. Prägende Gewässer sind besonders der Ruthsenbach mit seiner Auenlandschaft, der den Oberwald von Südost nach Nordwest durchfließt, sowie die Silz als nordöstliche und nördliche Grenze. Ferner liegen im Oberwald drei größere Seen, nämlich die Grube Prinz von Hessen, ein ehemaliger Braunkohle-Tagebau, der heute als Badesee genutzt wird, der Steinbrücker Teich am Oberwaldhaus und der Backhausteich am Jagdschloss Kranichstein.
Als Verkehrswege führen die Dieburger Straße und die Kranichsteiner Straße (nach Messel) durch den Oberwald, außerdem die Bahnstrecke Darmstadt–Aschaffenburg. Des Weiteren besteht ein dichtes Netz an Wander-, Forst- und Fahrradwegen, die besonders in den stadtnahen Bereichen intensiv genutzt werden. An den ÖPNV ist der Oberwald über die Darmstädter Buslinie FU auf der Dieburger Straße angebunden, Haltestellen befinden sich an der Fasanerie, am Oberwaldhaus, an der Grube Prinz von Hessen und am Einsiedel. Administrativ gehört der überwiegende Teil des Oberwalds zum Stadtteil Darmstadt-Ost, der Nordwesten zum Stadtteil Kranichstein.

## Sehenswürdigkeiten und Ausflugsziele
Der Oberwald ist durch seine Nähe zur ehemaligen Residenzstadt Darmstadt geprägt und stellte zur Zeit der Landgrafen und Großherzöge eines ihrer Jagdgebiete dar. Aus dieser Zeit stammen das Jagdschloss Kranichstein am westlichen Rand sowie die Fasanerie und der Wildpark Kranichstein als umzäunte Gebiete innerhalb des Waldes. Außerdem gehören die kleinen Jagdhäuser Dianaburg und Alexanderburg zum barocken Komplex. Zu Beginn des 20. Jahrhunderts kamen dann noch das Oberwaldhaus und das Schloss Einsiedel hinzu, in denen sich heute Ausflugslokale befinden. Mittelalterlichen Ursprungs sind die Anlagen der Alten Landwehr, die teilweise noch als Bodendenkmal im Oberwald erhalten sind.

## Naturschutzgebiete und Ökologie
Im Oberwald liegen die Naturschutzgebiete Silzwiesen von Darmstadt-Arheilgen im Norden und Scheftheimer Wiesen im Südosten sowie das Naturdenkmal Eichengalerie am Einsiedel.
Im Waldzustandsbericht der Stadt Darmstadt wurden 2021 für die im städtischen Besitz befindlichen Teilflächen folgende Daten erhoben. Die Buche stellte 40 % der Bäume im Oberwald, gefolgt von 24 % Eichen und 26 % sonstigen Laubbäumen. Nadelbäume machten 10 % des Bestandes aus, davon etwa die Hälfte Kiefern. Der Oberwald zeigte sich vergleichsweise vital, so waren 4 % der Bäume abgestorben und 5 % stark geschädigt. 33 % wiesen mittlere, 32 % leichte und 26 % keine Schäden auf, womit der Zustand besser als in den meisten anderen Tieflandwäldern des Rhein-Main-Gebiets war. Ein Grund hierfür ist die relativ gute Wasserversorgung im Oberwald durch die Quellen entlang von Ruthsenbach und Silz, die auch in Dürreperioden eine grundlegende Verfügbarkeit gewährleisten.